# Első karnátakai háború

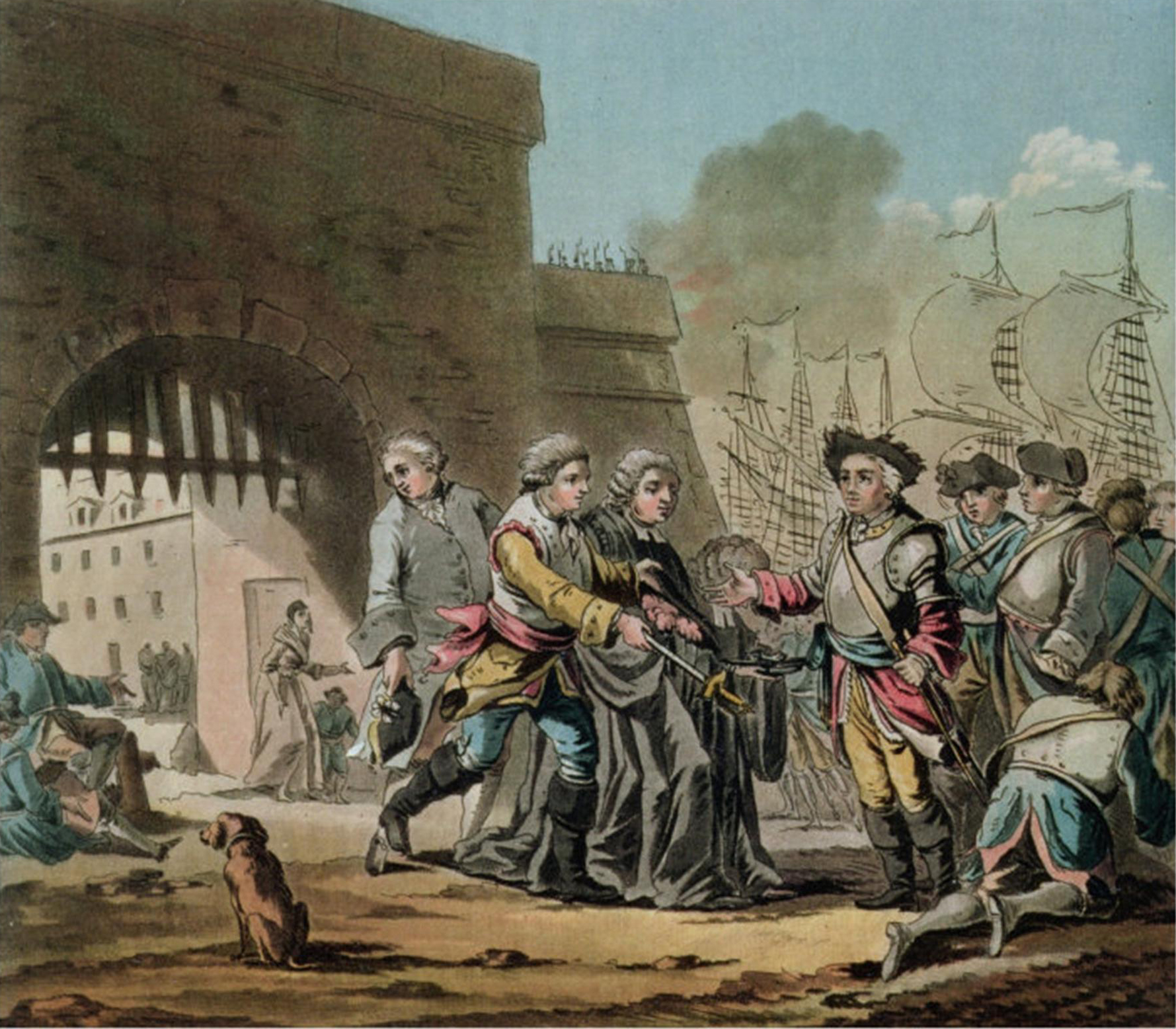
A britek feladják Madrászt, 1746

Az első karnátakai háború (1746-1748) az osztrák örökösödési háború egyik részkonfliktusa volt és az első a karnátakai háborúk sorában, melyek a brit dominanciához vezettek az indiai szubkontinens keleti felén. A konfliktus során a Francia Kelet-indiai Társaság és a Brit Kelet-indiai Társaság harcolt egymás ellen a kereskedelmi telepek ellenőrzéséért. A háború demonstrálta az európai hadművészet kimagasló fölényét a helyi indiai haderőkkel szemben, ami előre vetítette a második karnátakai háború során Dél-Indiában a francia hegemónia gyors kiterjesztését. 

## A háború menete
Franciaország 1720-ban államosította a Francia Kelet-indiai Társaságot és birodalmi érdekei elérésére használta. Így Nagy-Britannia belépésével az osztrák örökösödési háborúba 1744-ben Indiában is harcokhoz vezetett. Az ellenségeskedések itt 1745-ben kezdődtek, mikor a brit flotta támadást intézett a francia flotta ellen. Joseph François Dupleix főkormányzó ezért erősítéseket kért a térségbe és 1746-ban La Bourdonnais vezetésével érkezett egy francia flotta a térségbe. Az év júliusában La Bourdonnais és a brit Edward Peyton tengernagy Negapatamnál eldöntetlen kimenetelű tengeri csatát vívott, mely után a franciák behajóztak Pondichérybe. A flották augusztus 19-én ismét találkoztak, de Peyton kitért a harc elől, mivel tudomást szerzett arról, hogy a franciák újabb ágyúkra tettek szert Pondichéryben. 1746 szeptember 4-én La Bourdonnais Madrász (Csennai) ellen vezetett támadást és néhány napi lövetés után a britek megadták magukat. A brit vezetést foglyul ejtették és elküldték őket Pondichérybe. Eredetileg megállapodtak abban, hogy a települést visszaadják a briteknek, de ezzel Dupleix nem értett egyet, ő ugyanis Madrászt francia birtokká akarta tenni. Az itt maradt brit lakosokat eskütételre szólították fel, miszerint nem fognak fegyvert a franciák ellen. Egy maroknyi ember ennek nem tett eleget, köztük Robert Clive sem. Őket a franciák laza őrizet alá vették miközben a nekiláttak az erőd lerombolásának. Magukat helyieknek álcázva Clive és három társa a figyelmetlen őreiket kijátszva kiosont az erődből és a 80 km-re délre lévő Fort St. Davidba, a Cuddalore melletti brit kereskedelmi telepre szöktek. A roham előtt Fort St. George-ot Dupleix a karnátakai návabnak, Anvaruddin Muhammed Khannak ígérte oda, ám az erőd átadását neki is megtagadta.
Anvaruddin válaszul egy 10.000 fős sereget küldött az erőd megszerzésére. Dupleix-nek, aki La Bourdonnais támogatását elveszítette a Madrász státusza miatt kialakult nézeteltérés miatt, mindössze 300 francia katona állt rendelkezésére. Ez a kis haderő Adyarnál sikeresen visszaverte Anvaruddin seregének támadásait.
Dupleix ezt követően támadást intézett a St. David erőd ellen. Az adyari veresége miatt bosszús Anvaruddin fiát, Muhammed Alit a britek segítségére küldte Cuddalore-hoz és segédkezett az 1746 decemberében indított francia támadás elhárításában. A következő hónapok során Anvaruddin és Dupleix kibékültek és a karnátakai csapatokat visszavonták.
De Brurie vezetésével a franciák újabb támadást intéztek Fort St. David ellen és a védőket az erőd falai közé szorították vissza. A britek és a naváb ellentámadása azonban a franciákat a Pondichérybe való visszavonulásra kényszerítette.
Az 1748-ban érkező Stringer Lawrence őrnagy átvette a brit csapatok feletti parancsnokságot Fort St. Davidben. Az Európából érkező erősítésekkel a britek 1748 végén elfoglalták Pondichéryt. A monszunesők érkeztével 1748 októberében az ostromot meg kellett szakítaniuk és a hozzájuk decemberben eljutó aacheni béke híre véget vetett a harcoknak Indiában is. Ennek megfelelően Madrászt vissza kellett adni a briteknek.

## Következmények
A háború megmutatta, hogy egy kisméretű francia haderő is képes elbírni egy sokszoros túlerőben lévő indiai sereggel, amit Joseph Dupleix a következő évek során ki is használt a francia befolyás kiterjesztésére India déli része felett. A második karnátakai háború során a haidarábádi és a karnátakai örökösödési küzdelmeket használta ki és számos dél-indiai államra terjesztette ki a francia befolyást. A Brit Kelet-indiai Társaság jóval kisebb mértékben növelte csak a befolyását és csak gyenge kísérleteket tett Dupleix terjeszkedése ellen.
Robert Clive felismerte, hogy a francia terjeszkedés a Brit Kelet-indiai Társaság létét fenyegeti a térségben és 1751-ben számos katonai vállalkozást indított, melyek megszilárdították a brit ellenőrzést Madrász felett.

## Fordítás
- Ez a szócikk részben vagy egészben  a   First Carnatic War című angol Wikipédia-szócikk fordításán alapul.  Az eredeti cikk szerkesztőit annak laptörténete sorolja fel. Ez a jelzés csupán a megfogalmazás eredetét és a szerzői jogokat jelzi, nem szolgál a cikkben szereplő információk forrásmegjelöléseként.